# Biserica de lemn din Boian, Sălaj

Biserica de lemn din Boian. Foto de Leontin Ghergariu, anii 1930

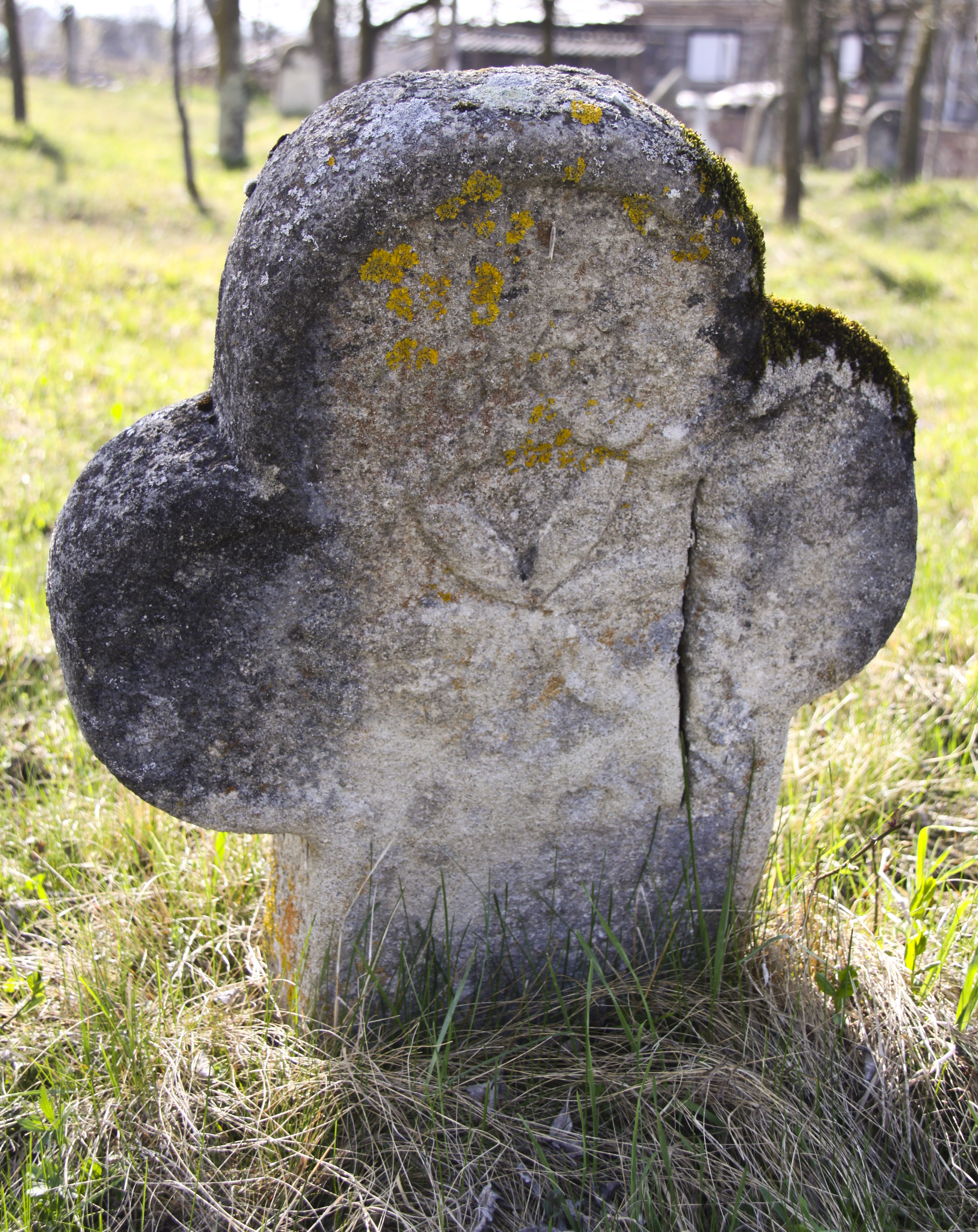
Cruce de piatră din 1869 în cimitirul vechi din Boian. Rozeta cu funie împletită este un element des întălnit la bisericile de lemn din Sălaj.

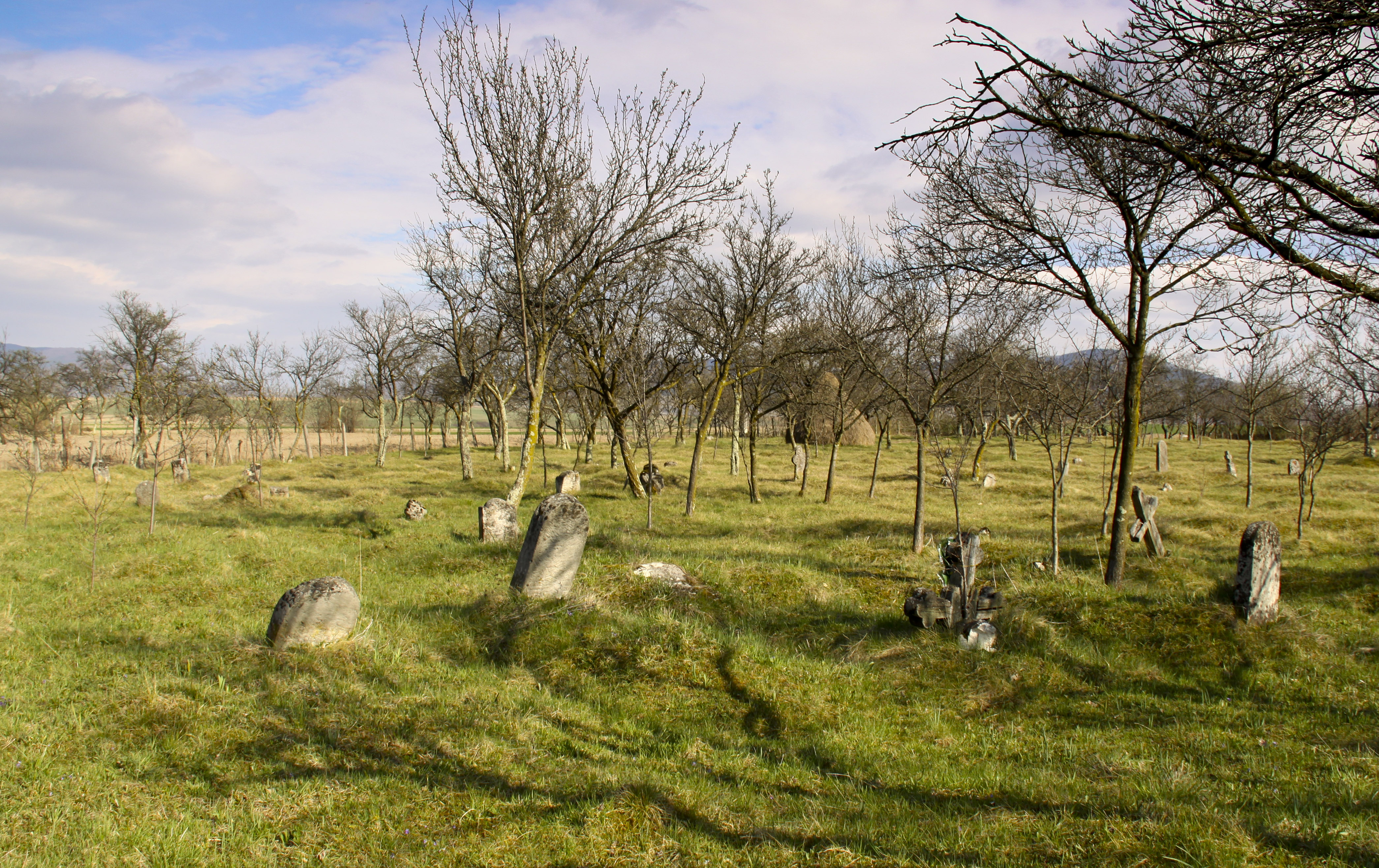
Cruci de piatră și lemn în cimitirul vechi din Boian.

Boian și Cizer în harta iosefină, 1769-1773. Vatra satului Boian este adunată pe Valea Boului. În centrul satului, la drumul spre Pria, este marcată biserica de lemn.

Biserica de lemn din Boian.

Vechea biserică de lemn din Boian s-a aflat în localitatea omonimă, astăzi cuprinsă în localitatea Cizer, din județul Sălaj, și a purtat hramul „Sfânta Treime”. A fost ridicată cândva în secolul 17 sau la începutul secolului 18. În prima jumătate a secolului 18 aici a fost sediul protopopiatului pentru românii din 46 de sate de sub Meseș și de sub Rez, de la izvoarele Crasnei și Barcăului. Ea a funcționat neîntrerupt ca biserică parohială și apoi filie până în anul 1941, când a fost demolată. Biserica a fost apreciată drept cea mai veche dintre cele păstrate în zonă până în pragul secolului 20, dar a rămas puțin cunoscută în scrieri istorice. În cimitirul în care a stat biserica de lemn din Boian au rămas câteva cruci vechi de piatră și lemn valoroase.

## Istoric
Biserica de lemn, ridicată în cimitirul vechi, a fost relativ datată din anul 1700, an preluat probabil din vechile șematisme ale Bisericii greco-catolice din Transilvania. În anul 1733 biserica din Boian era sediul protopopiatului greco-catolic pentru românii din 46 de sate de sub Meseș și de sub Rez. În biserică, la locul ei neclintită, se mai afla în anii interbelici icoana împărătească a lui Iisus, datată din anul 1737 și semnată de „Ioanu Negre zugravul”.
Preotul unit Vasile Marincaș din Pria nota în anul 1878 că biserica din Boian era „în stare re, fiind foarte vechiă”. Biserica de lemn a fost demolată în anul 1941 și vândută unui cumpărător din Ciucea. Funcția ei de spațiu de cult fusese preluată în același an de o nouă biserică de zid, ridicată la șosea, în centrul nou al satului.

## Trăsături
Din descrierile și imaginile păstrate reținem o biserică modestă de țară, în trăsăturile ei principale asemănătoare celorlalte biserici de lemn din satele vecine. Bisericile de lemn din Cizer, Sârbi și Tusa se păstrează spre mărturie iar cele din Marin, Peceiu, Bănișor, Ban și Mal sunt cunoscute mai mult sau mai puțin din imagini de epocă sau descrieri. 
Biserica de lemn era ridicată în cimitirul vechi, deasupra satului, lângă drumul spre Pria. Avea un plan dreptunghiular alungit, împărțit între tinda femeilor și biserica bărbaților. Dimensiunile ei principale erau 9 m lungime și 5 m lățime. Spre răsărit construcția se termina cu un altar dreptunghiular, mai îngust decât corpul bisericii, de circa 3m lung și tot atât de lat. Intrarea în biserică se făcea lateral, adică de pe latura dinspre miazăzi, prin „tărnaț”, așa cum era obiceiul cel vechi. Acest pridvor avea șase stâlpi ciopliți decorativ și încheiați în arcade, cu o fundătură de scânduri și parapet spre bătătura bisericii. O cruce de piatră din 1869 în cimitir păstrează o rozetă înscrisă în funie, motiv decorativ ce putea fi preluat din portalul de la intrare sau din fruntarul pridvorului, motiv des întâlnit la bisericile de lemn din zonă, așa cum se mai pot vedea în Cizer, Sârbi și Tusa. 
Tinda joasă era tăvănită pe sub tălpile puternice ale unui turn montat deasupra ei. Printr-un portal scund se intra mai departe în biserica bărbaților. Această încăpere era boltită cu scânduri groase și se încheia spre răsărit cu un iconostas prevăzut cu două uși spre altar. Lăcașul primea lumina zilei înăuntru prin câteva ferestre mărunte, două la biserica bărbaților și două la altar. Turnul era protejat de un coif ascuțit peste un mic foișor deschis pentru clopote. Consolele ieșeau din pereți în trepte ca să poarte cununile și streșinile largi ale acoperișului înalt. Acesta era în întregime șindrilit. 
Butea bisericii avea pereții drepți, ridicați din bârne de stejar cioplite în patru fețe. În mod neobișnuit, bârnele erau încheiate în cheotori cu capete afară și se prelungeau sub streașină în console tăiate decorativ în trepte. Sistemul de îmbinare sugerează fie un arhaism fie lipsa unui meșter de biserici care să stăpânească cheotorile netede bisericești. 

### Descrierea bisericii în 1931
„Biserica este ridicată la anul 1700 din lemn, pe cheltuiala credincioșilor, fiind întăbulată pe numele comunității bisericești. Lungimea ei este de 12 m, lărgimea de 6 m și înălțimea de 4 m. Are una ușă și 4 geamuri, este acoperită cu șindrilă și este în stare slabă. Turnul este de 8 m înalt din lemn, acoperit cu șindrilă, având două clopote, unul de 75 kg iar altul de 50 kg cumpărate pe spesele credincioșilor. Biserica este dedicată Sfintei Treimi.”
„Sanctuarul: aici se află altarul zidit din piatră, de un metru lung și un metru larg. Pe altar se află: icoana Sfintei Treimi, ciboriul de aramă aurit pentru Sfânta Cuminecătură, 2 sfeșnice de aramă și 2 de sticlă, evanghelia cu litere latine de Blaj, ed 1893, și unul cu cirilice de București ed 1741. Masa de proscomidie pe care se află un potir de argint aurit, două sfeșnice de lemn, una cădelniță de alpaca. În altar se mai află una cruce pe altar și una de mână, 5 rânduri de ornate bisericești, 3 stihare, una lădiță pentru lumini și un clopoțel.”
„Biserica bărbaților/naia: aici este iconostasul de lemn cu 2 intrări. Una strană pentru cantor, unde se află următoarele cărți: Mineiul de Râmnic cu cirilice ed. 1745, Apostolul de Râmnic cu cirilice ed 1774, Triodul de Râmnic cu cirilice ed 1671, Strașnic de Blaj cu cirilice ed 1783, Pentecostar de București cu cirilice ed 1786, Octoihul Mare de Râmnic ed 1673, Catavisier de București cu cirilice ed 1724 și unul de la Blaj cu cirilice ed 1747, Cazanier de București cu cirilice ed 1632, Psaltirea de Râmnic cu cirilice ed 1747, Cazanier și Ciaslov de Iași. Se mai află aci două lavițe pe lângă perete, una masă pentru parastase, una cădelniță de aramă, un sfeșnic mare de lemn, 4 prapori și corul tinerimei.”
„Biserica femeilor/tinda: este despărțită de naie prin un părete de lemn, în care se află una măsuță cu una cruce pe ea și una laviță pe lângă perete.”